# África Oriental Portuguesa
Moçambique ou África Oriental Portuguesa (oficialmente, Estado da África Oriental ou Moçambique Português, elevado a Província Ultramarina de Moçambique a 11 de Junho de 1951 e, finalmente, Estado de Moçambique em 1972) constituiu um território ultramarino de Portugal, entre o século XV e 1975. Ao longo da sua história, o território da África Oriental Portuguesa teve diversos estatutos e designações oficiais.

## Breve panorâmica
Postos de comércio e, mais tarde, colónias portuguesas foram formadas ao longo do litoral em 1498, quando Vasco da Gama atingiu a costa moçambicana. Lourenço Marques explorou a área que hoje é a Baía de Maputo em 1544. Estabeleceu-se definitivamente no atual Moçambique, onde passou a maior parte de sua vida e seu trabalho foi seguido por outros exploradores, marinheiros e comerciantes portugueses. Algumas dessas colónias foram entregues no final do século XIX para serem governadas por empresas fretadas, como a Companhia de Moçambique e a Companhia do Niassa. Em 1951, as colónias foram combinadas em uma única província no exterior sob o nome de Moçambique, como parte integrante de Portugal. Na sua maioria, as colónias originais deram seus nomes para as províncias do atual Moçambique.
Moçambique, de acordo com a política oficial, não era uma colônia, mas antes uma parte da "nação pluricontinental e multirracial" portuguesa. Em Moçambique, assim como fez em todas as suas colónias, Portugal tentou europeizar a população local e assimilá-la à cultura portuguesa. Lisboa também queria manter as colónias como parceiros comerciais e mercados para seus produtos. Os habitantes africanos da colónia acabaram por ser, supostamente, colocados na posição de cidadãos de pleno direito, com plenos direitos políticos através de um processo de desenvolvimento de longo prazo. Para o efeito, a segregação em Moçambique era mínima se comparada com a da vizinha África do Sul. No entanto, o trabalho forçado, a que todos os africanos eram obrigados se não pagassem os impostos, não foi abolido até à extinção do Estatuto do Indígena por Adriano Moreira em 1961.

## Designações oficiais
Ao longo da sua história, a África Oriental Portuguesa teve as seguintes designações oficiais:
- Capitania de Sofala (1501-1752), vinculada à Índia portuguesa;
- Capitania de Moçambique (1569-1752), vinculada à Índia portuguesa;
- Capitania-Geral de Moçambique, Sofala e Rios de Sena (1752-1836), com vínculo direto com Portugal, situação que durará até a independência;[3][4]
- Província de Moçambique (1836-1891);
- Estado da África Oriental (1891-1893);
- Província de Moçambique (1893-1926);
- Colónia de Moçambique (1926-1951);
- Província de Moçambique (1951-1972);
- Estado de Moçambique (1972-1975).

De observar que, nos período de 1891-1893, a designação "Província de Moçambique" correspondeu apenas a uma das duas subdivisões do Estado da África Oriental (a outra designando-se "Província de Lourenço Marques").
Também de observar que, a partir de 1911, o termo "colónia" começou a ser usado, como termo alternativo ao de "província", para designar Moçambique. A partir da promulgação da nova Carta Orgânica da Colónia de Moçambique em 1926, a designação "Colónia de Moçambique" prevaleceu, continuando-se contudo a usar ocasionalmente a designação "Província de Moçambique" até 1951, quando esta última voltou a ser a única designação oficial.